# クロロシクロヘキサン
クロロシクロヘキサン（英: Chlorocyclohexane）は、化学式C6H11Cl1で表される有機塩素化合物である。シクロヘキサンの水素原子1つが塩素に置き換わったもので、常温では刺激臭のある液体である。消防法に定める第4類危険物 第2石油類に該当する。

## 製造
シクロヘキサンの塩素化や、シクロヘキサノールを塩酸と加熱することにより生じる。カプロラクタムの製造過程において、シクロヘキサノンオキシムが生成する際に、クロロシクロヘキサンを含む混合液が副生する。これを蒸留精製することによっても高純度のクロロシクロヘキサンを得ることができる

## 用途
農薬原料のほか、シクロヘキセン、N-シクロヘキシルチオフタルイミドの合成原料となる。N-シクロヘキシルチオフタルイミドは、配合ゴムが貯蔵中や、加硫工程前の作業中に加硫を起こし､加工不能になるスコーチと呼ばれる現象を防止する目的で使用される。